# Laurentius Kirchhoff
Laurentius Kirchhoff (né vers 1528 à Rostock, mort le 15 octobre 1580 dans la même ville) est un jurisconsulte allemand.

## Biographie
Il est fils du conseiller municipal de Rostock, Bartel Kerkhof, issu d'une vieille famille patricienne de Rostock. Il s'inscrit à l'université de Rostock en 1545 puis à l'université de Leipzig au semestre d'hiver 1549 et poursuit ses études à l'université de Cologne. Il fréquente ensuite des universités françaises et italiennes, où il obtient probablement un doctorat en droit. Sa renommée devient si grande à Rome que le conseil de Rostock lui écrit et lui demande de donner des conférences dans son pays natal. En 1559, il revient, devient syndic où, avec son frère Lambert, membre du conseil municipal, il mène une politique conservatrice, et reçoit une chaire à Rostock.
Cependant il quitte ce poste et devient conseiller du Mecklembourg auprès du duc Jean-Albert Ier, qui l'apprécie pour ses importantes connaissances juridiques et ses compétences commerciales. En 1568, il est nommé professeur des codes juridiques à l'université de Rostock. Toutefois, cette nomination n'est pas compatible avec le personnel régulier de la faculté de droit. Friedrich Hein, qui dot être licencié à sa place, insiste pour conserver sa nomination officielle. Kirchhof travaille alors d'abord comme professeur associé.
Ce n'est que lorsque Hein quitte le corps enseignant que Kerkhoff devient professeur titulaire des codes le 11 juin 1575. Il jouit d'une excellente réputation en tant qu'avocat des droits civiques. Ses préoccupations juridiques sont très appréciées la netteté et la clarté de son opinion juridique non seulement en Allemagne, mais aussi en France et en Italie. Elle contribue à la réputation de l'université de Rostock. Après avoir été recteur de l'université de Rostock pendant les semestres d'hiver 1561, 1562 et d'été 1562 et 1580, il meurt en fonction.
Il fut marié à Justine, fille du syndic de Lübeck Johann Rudel.
Son ouvrage Consiliorum matrimonialium tomi duo, publié en 1580, est mis à l’Index librorum prohibitorum le 16 décembre 1605.